# Derventski văzvișenia
Derventski văzvișenia este o arie protejată (arie de protecție specială avifaunistică — SPA) din Bulgaria întinsă pe o suprafață de 34.863,56 ha, integral pe uscat.

## Localizare
Centrul sitului Derventski văzvișenia este situat la coordonatele 42°02′07″N 26°43′18″E / 42.035278°N 26.721667°E.

## Înființare
Situl Derventski văzvișenia a fost declarat arie de protecție specială avifaunistică în decembrie 2007 pentru a proteja 42 de specii de animale.

## Biodiversitate
Situată în ecoregiunea continentală, aria protejată nu include niciun habitat protejat.
La baza desemnării sitului se află mai multe specii protejate de  păsări (42): uliu cu picioare scurte (Accipiter brevipes), uliu păsărar (Accipiter nisus), pescăruș albastru (Alcedo atthis), fâsă-de-câmp (Anthus campestris), acvilă de munte (Aquila chrysaetos), acvilă de câmp (Aquila heliaca), acvilă țipătoare mică (Aquila pomarina), stârc galben (Ardeola ralloides), buha (Bubo bubo), pasărea ogorului (Burhinus oedicnemus), șorecarul comun (Buteo buteo), șorecar mare (Buteo rufinus), ciocârlie-cu-degete-scurte (Calandrella brachydactyla), caprimulg (Caprimulgus europaeus), barză albă (Ciconia ciconia), barză neagră (Ciconia nigra), șerpar (Circaetus gallicus), erete de stuf (Circus aeruginosus), erete cenușiu (Circus pygargus), dumbrăveancă (Coracias garrulus), ciocănitoarea de stejar (Dendrocopos medius), ciocănitoare de grădină (Dendrocopos syriacus), egretă mică (Egretta garzetta), presură de grădină (Emberiza hortulana), șoimul rândunelelor (Falco subbuteo), vânturel roșu (Falco tinnunculus), vânturel de seară (Falco vespertinus), codalb (Haliaeetus albicilla), acvilă pitică (Hieraaetus pennatus), Hippolais olivetorum, stârc pitic (Ixobrychus minutus), sfrâncioc roșiatic (Lanius collurio), sfrânciocul cu frunte neagră (Lanius minor), Lanius nubicus, ciocârlie de pădure (Lullula arborea), ciocârlie de bărăgan (Melanocorypha calandra), prigoare (Merops apiaster), gaia neagră (Milvus migrans), vultur egiptean (Neophron percnopterus), stârc de noapte (Nycticorax nycticorax), viespar (Pernis apivorus), silvie porumbacă (Sylvia nisoria)
Pe lângă speciile protejate, pe teritoriul sitului au mai fost identificate 21 de specii de păsări.